# David Alexander-Sinclair
David Boyd Alexander-Sinclair of Freswick, CB (* 2. Mai 1927; † 7. Februar 2014) war ein Offizier der British Army, der als Generalmajor zuletzt von 1980 bis 1982 Kommandant des Staff College Camberley war.

## Leben
David Boyd Alexander-Sinclair of Freswick war der Sohn von Fregattenkapitän Mervyn Boyd Alexander-Sinclair und dessen Ehefrau Avril N. Fergusson-Buchanan sowie ein Enkel von Admiral Sir Edwyn Alexander-Sinclair. Er absolvierte nach dem Besuch des renommierten Eton College eine Offiziersausbildung und trat nach deren Abschluss 1946 als Leutnant (Second Lieutenant) in das Leichte Infanterieregiment Rifle Brigade (Prince Consort’s Own) ein. Nach ersten Verwendungen als Offizier war er zwischen 1950 und 1951 Adjutant (Aide-de-camp) des Kommandeurs des Militärbezirks British Malaya und Kommandierenden Generalmajors der Brigade of Gurkhas. Nach weiteren darauf folgenden Verwendungen als Offizier war er 1958 Absolvent des Staff College Camberley und im Anschluss zwischen 1959 und 1961 Offizier in der 6. Infanteriebrigadegruppe (6th Infantry Bde Group).
1963 kehrte Alexander-Sinclair ans Staff College Camberley zurück und war dort bis 1965 Generalstabsoffizier Zweiter Klasse GSO2 (General Staff Officer Grade 2). Nach einer von 1965 bis 1967 folgenden Verwendung im Verteidigungsministerium (Ministry of Defence) war er als Oberstleutnant (Lieutenant-Colonel) zwischen 1967 und Oktober 1969 Kommandeur (Commanding Officer) des 3. Bataillons des Infanterieregiments Royal Green Jackets. Im Anschluss folgte eine weitere Verwendung als Oberst (Colonel), woraufhin er als Brigadegeneral (Brigadier) von Dezember 1971 bis Dezember 1973 Kommandeur der 6. Panzerbrigade (Commanding, 6thArmoured Brigade) fungierte. Im November 1975 wurde er als Generalmajor (Major-General) Nachfolger von Generalmajor John Wilfred Stanier den Posten als Kommandeur der in Verden an der Aller stationierten 1. Panzerdivision (General Officer Commanding, 1st Armoured Division). Er verblieb auf diesem Posten bis November 1977 und wurde daraufhin von Generalmajor Richard Lawson abgelöst.
Im Juni 1978 übernahm Generalmajor David Alexander-Sinclair den Posten als Chef des Stabes der Landstreitkräfte (Chief of Staff, UK Land Forces) und löste in dieser Funktion Generalmajor William T. MacFarlane ab. Er bekleidete das Amt bis Dezember 1979, woraufhin Generalmajor Henry M. Tillotson seine Nachfolge antrat. Zuletzt wurde er im Januar 1980 Nachfolger von Generalmajor Frank Kitson als Kommandant des Staff College Camberley. Er verblieb auf diesem Posten bis zu seinem Eintritt in den Ruhestand im Januar 1982 und wurde danach von Generalmajor John Akehurst abgelöst. Für seine Verdienste wurde er 1981 Companion des Order of the Bath (CB).
Aus seiner 1958 geschlossenen Ehe mit Ann Ruth Daglish, Tochter von Oberstleutnant Graeme Daglish, gingen zwei Kinder hervor, darunter der Gartendesigner, Schriftsteller, Dozent und Rundfunksprecher James Boyd Alexander-Sinclair of Freswick (* 1959).